# Людина, якої ніколи не було (фільм, 1956)
«Людина, якої ніколи не було» — британський історичний фільм, знятий у 1956 році режисером Рональдом Німом. Фільм оповідає про британську операцію часів Другої світової з дезінформації німецького командування під назвою «Мінсміт». Стрічка є екранізацією однойменної книги безпосереднього учасника подій, офіцера Евена Монтегю, що вийшла друком у 1953 році.
Фільм був учасником 9-го Каннського кінофестивалю 1956 року, а також здобув премію BAFTA за найкращий сценарій.

## Сюжет
У 1943 році капітан-лейтенант Королівського флоту Евен Монтегю розробляє план, як ввести в оману нацистів щодо майбутньої висадки на Сицилії. План полягає в тому, щоб викинути труп на берег Іспанії з підробленими документами, які будуть містити хибну інформацію ніби справжнім місцем висадки є Греція. Для цієї операції знаходять тіло померлого від пневмонії, яке забирають з дозволу батька. Також йому дають вигадане ім'я — майор Вільям Мартін та продумують повну біографію до найменших дрібниць. Долаючи скепсис старших офіцерів щодо успіху цього задуму, Монтегю отримує схвалення Вінстона Черчилля на реалізацію свого плану, який отримує кодову назву «М'ясний Фарш».
Труп поміщають у капсулу, наповнену сухим льодом, і вантажать на підводний човен, який і викидає тіло на атлантичне узбережжя Іспанії. Місцева влада під спостереженням співробітників німецького та британського консульств ідентифікує тіло та проводить розтин. Британські дипломати вимагають негайного повернення тіла та всіх речей загиблого на батьківщину, що іспанці виконують. Однак британський хімік на запит Монтегю підтверджує, що головний лист з секретною інформацією було розкрито, сфотографовано та знову запечатано.
Гітлер упевнений, що документи справжні, хоча адмірал Вільгельм Канаріс, глава абверу, налаштований скептично. Він відправляє до Лондона свого шпигуна, ірландця Патріка О'Райлі, щоб перевірити справжність особи майора Вільяма Мартіна. О'Райлі знаходить дівчину — Люсі Шервуд, яка згідно з його інформацією є нареченою загиблого. Вона мешкає в одній квартирі з секретаркою Монтегю, Пем. О'Райлі приходить до їхньої квартири, удавши з себе давнього друга Мартіна, за збігом обставин це відбувається того самого дня, коли Люсі дістала звістку, що її справжній хлопець, теж пілот, загинув у бою. Нічого не підозрюючи, на запитання про загибель хлопця вона в сльозах розповідає все наболіле, її щирі емоції переконують О'Райлі у справжності особи майора Вільяма Мартіна.
Задля остаточної впевненості він дає Пем свою справжню адресу в північному Лондоні, де він зараз мешкає. Прибувши додому, він повідомляє по радіо своїм німецьким контактам, що якщо він не надішле ще одне повідомлення через годину, його заарештують і це все, вочевидь, є роботою англійських спецслужб. Монтегю здогадується про цю пастку, тож наказує вести стеження за будинком, але не арештовувати німецького шпигуна, який через кілька днів успішно покидає країну. Німці цілковито вірять в історію та перекидають більшу частину своїх військ з Сицилії до Греції, що згодом сприяє успіху висадки союзників на Сицилії.
Після війни Монтегю отримує кілька відзнак і нагород за свої заслуги, включно з орденом Британської імперії. Він відвідує Іспанію та залишає цей орден на могилі майора Мартіна, «людини, якої ніколи не було».

## У ролях
- Кліфтон Вебб — лейтенант Евен Монтегю;
- Роберт Флемінг — лейтенант Джордж Ейкре;
- Джозефіна Ґріффін — секретарка Пем;
- Глорія Грем — Люсі Шервуд;
- Стівен Бойд — Патрік О'Райлі, німецький шпигун;
- Лоуренс Нейсміт — контрадмірал Ґрос;
- Вільям Рассел — пілот Джо, справжній наречений Люсі;
- Джеффрі Кін — генерал Арчібальд Най;
- Моултрі Келсолл — батько Вільяма Мартіна;
- Кирило Кьюсак — водій таксі;
- Андре Морелль — британський патологоанатом Бернард Спілсбері;
- Майкл Гордерн — генерал Коберн;
- Вільям Сквайр — командир підводного човна Білл Джуелл;
- Аллан Катбертсон — віцеадмірал;
- Майлз Маллесон — вчений хімік;
- Джоан Гіксон — господиня будинку де зупинився Патрік О'Райлі;
- Теренс Лонгдон — Ларрі;
- Гібб Маклафлін — портер клубу;
- Гордон Белл — митник;
- Вульф Фріс — начальник абверу, адмірал Вільгельм Канаріс, епізод;
- Пітер Вільямс — адмірал Луїс Маунтбеттен, епізод;

## Виробництво
Бюджет стрічки становив 227 тисяч фунтів, а також окремо кошти на придбання авторських прав екранізації книги Евена Монтегю. Студія 20th Century Studios купила права на екранізацію одразу по виходу книжки в 1954 році. Спершу на роль сценариста розглядався Нанні Джонсон, але врешті-решт ним став Найджел Балчін. Основні сцени знімались на британській студії Elstree Studios, а також у Лондоні та на берегах Іспанії. Касові збори становили понад 1,1 мільйона доларів у Північній Америці.
Український дубляж виконала студія «В одне рило» у 2024 році.